# Music of Quality & Distinction Volume 3: Dark
Music of Quality & Distinction Volume 3: Dark es el álbum final realizado por British Electric Foundation (B.E.F.), realizado en 2013. El álbum tomó 22 años para finalizarse.

## Canciones
| N.º | Título                            | Artista           | duración |
| --- | --------------------------------- | ----------------- | -------- |
| 1.  | Every Time I See You I Go Wild    | Kim Wilde         | 3.52     |
| 2.  | Didn't I Blow Your Mind This Time | Green Gartside    | 3.57     |
| 3.  | Don't Want To Know                | Sarah Jane Morris | 4.13     |
| 4.  | Picture This                      | Elly Jackson      | 6.38     |
| 5.  | Breathing                         | Andy Bell         | 5.25     |
| 6.  | It Was A Very Good Year           | Glenn Gregory     | 4.09     |
| 7.  | I Wanna Be Your Dog               | Boy George        | 3.07     |
| 8.  | The Same Love That Made Me Laugh  | David J Roch      | 5.06     |
| 9.  | God Only Knows                    | Shingai Shoniwa   | 2.40     |
| 10. | Make Up                           | Boy George        | 2.54     |
| 11. | Just Walk In My Shoes             | Sandie Shaw       | 3.02     |
| 12. | The Look Of Love                  | Polly Scattergood | 4.22     |
| 13. | Party Fears Two                   | Glenn Gregory     | 6.33     |
| 14. | Smalltown Boy                     | Billie Godfrey    | 7.40     |